# Серебряный кондор
Премия «Серебряный кондор» (исп. Premios Cóndor de Plata) ― награда, присуждаемая в Аргентине за заслуги в области кинематографии. Церемония награждения организована Ассоциацией кинокритиков Аргентины. Она присуждается ежегодно. Первая церемония награждения была проведена в 1943 году. До 2005 года она считалась эквивалентом премии «Оскар» (США), премии «Ариэль» (Мексика) и премии «Гойя» (Испания). С 2006 года она считается эквивалентом Золотого глобуса (США).

## Категории
В следующем списке представлены награды, врученные на последней церемонии, состоявшейся 26 августа 2019 года.
- Лучший фильм
- Лучший режиссер
- Лучший актер в главной роли
- Лучшая актриса в главной роли
- Лучший актер второго плана
- Лучшая актриса второго плана
- Лучший сериал/телефильм
- Лучший короткометражный фильм
- Лучший документальный фильм
- Лучшее художественное направление
- Лучшая фотография
- Лучший оригинальный сценарий
- Лучший адаптированный сценарий
- Лучший грим и костюмы
- Лучший монтаж
- Лучшая оригинальная музыка
- Лучшая песня для фильма
- Лучшая опера
- Лучший фильм на иностранном языке
- Лучший иберо-американский фильм
- Мужское откровение
- Женское откровение
- Лучший звук
- Лучший костюм

### Победители в номинации «Лучший фильм»
Победителями в номинации «Лучший фильм» (производства Аргентины) в разные годы становились (указывается год вручения награды):
- 2000 — Та же любовь, тот же дождь / El mismo amor, la misma lluvia / режиссёр — Хуан Хосе Кампанелья
- 2001 — Девять королев / Nueve reinas / режиссёр — Фабиан Бьелински
- 2002 — Сын невесты / El hijo de la novia / режиссёр — Хуан Хосе Кампанелья
- 2003 — Короткие истории / Historias mínimas / режиссёр — Карлос Сорин
- 2004 — Валентин / Valentín / режиссёр — Алехандро Агрести
- 2005 — Рома / Roma / режиссёр — Адольфо Аристарайн
- 2006 — Аура / El Aura / режиссёр — Фабиан Бьелински
- 2007 — История одного побега / Crónica de una fuga / режиссёр — Адриа́н Каэта́но
- 2008 — XXY / XXY / режиссёр — Лусия Пуэнсо
- 2009 — Aniceto / Aniceto / режиссёр — Леонардо Фавио
- 2010 — Тайна в его глазах / El secreto de sus ojos / режиссёр — Хуан Хосе Кампанелья
- 2011 — Каранчо / Carancho / режиссёр — Пабло Траперо
- 2012 — Акации / Las Acacias / режиссёр — Пабло Хиорхельи
- 2013 — Подпольное детство /Infancia clandestina / режиссёр — Бенхамин Авила
- 2014 — Вакольда /Wakolda / режиссёр — Лусия Пуэнсо